# Stenia herreralis
Stenia herreralis là một loài bướm đêm trong họ Crambidae.